# Modulador i estimulador de la serotonina
Un modulador i estimulador de la serotonina (MES), de vegades conegut més simplement com a modulador de la serotonina, és un fàrmac amb una acció multimodal específica del sistema neurotransmissor de la serotonina. Per ser precisos, els MES modulen simultàniament un o més receptors de serotonina i inhibeixen la recaptació de la serotonina. El terme es va crear per descriure el mecanisme d'acció de l'antidepressiu serotoninèrgic vortioxetina, que actua com a Inhibidor de la recaptació de serotonina (IRS), agonista del receptor 5-HT1A i antagonista del receptor 5-HT3 i receptor 5-HT7.